# Petrol Ofisi
Petrol Ofisi A.Ş. – tureckie przedsiębiorstwo zajmujące się dystrybucją produktów naftowych. Jej właścicielem jest austriacki koncern OMV.
Obecnie posiada 3000 stacji paliw, zatrudnia 3000 pracowników.
Przedsiębiorstwo zostało założone 18 lutego 1941, od 1983 spółka akcyjna. 24 lipca 2000 zostało sprywatyzowane, 51% udziałów posiada Doğan Holding. 13 marca 2006 34% udziałów zostało kupione przez austriacką firmę OMV za 1,054 mld dolarów.
Jest sponsorem zawodów sportowych: rajdów, GP2, Grand Prix Turcji, kartingu.